# Phanaeus labreae
Phanaeus labreae är en skalbaggsart som beskrevs av Pierce 1946. Phanaeus labreae ingår i släktet Phanaeus och familjen bladhorningar. Inga underarter finns listade i Catalogue of Life.